# Glacier de Zinal
Glacier de Zinal – lodowiec w Alpach Pennińskich w kantonie Valais w Szwajcarii. Spływa do doliny Val de Zinal spod szczytów Dent Blanche i Grand Cornier z wysokości ok. 3470 m n.p.m. Ciągnie się aż po przełęcz Col Durand. Ma długość 6,9 km (2013 r.) i powierzchnię 13,46 km² (2016 r.). W górnej części doliny, na wysokości ok. 2005 m n.p.m., wypływa spod niego źródłowy ciek rzeki Navizence.